# Гайжюнай
Гайжю́най (лит. Gaižiūnai) — село в Йонавському районі Литви, розташоване по обидва боки від залізниці Йонава — Кайшядорис.
У Гайжюнаї розходяться лінії залізниці, яка йде із Шяуляя на Вільнюс та Каунас. Село розташоване за три кілометри на південний схід від Йонави і за 25 км на північний схід від Каунаса. По західній околиці протікає Тауроста (ліва притока ріки Вілія), неподалік є Гайжюнайський полігон. На південь від села розташовані Гайжюнайські ліси. Поруч із селом знаходився військовий аеродром. За часів СРСР у районі Гайжюна було розташовано найбільший 242 навчальний центр Повітряно-десантних військ. Поруч з селом розташований військовий полігон, після розпаду СРСР використовується збройними силами Литви.